# European Rugby Challenge Cup (2018/2019)
European Rugby Challenge Cup 2018/2019 – dwudziesty trzeci sezon European Rugby Challenge Cup, rozgrywek klubowych w rugby union w Europie, które rangą przewyższa tylko European Rugby Champions Cup, zorganizowanych przez European Professional Club Rugby. Zwycięzcą rozgrywek została francuska drużyna Clermont, która zdobyła to trofeum po raz trzeci w historii (poprzednio – w 1999 i 2007). W rozegranym w angielskim Newcastle upon Tyne finale pokonała ona inną francuską ekipę La Rochelle.

## Uczestnicy i system rozgrywek
W rozgrywce uczestniczyło 20 drużyn klubowych z krajów europejskich. 18 miejsc zagwarantowano drużynom z krajów uczestniczących w rozgrywkach Pucharu Sześciu Narodów – wszystkim drużynom uczestniczącym w poprzednich sezonach rozgrywek angielskiej ligi Premiership, francuskiej ligi Top 14 oraz międzynarodowej ligi Pro14 (z wyjątkiem drużyn z RPA), które nie zakwalifikowały się European Rugby Champions Cup. Dwa pozostałe miejsca miały uzyskać dwie najlepsze drużyny poprzedniego sezonu rozgrywek European Rugby Continental Shield, w których uczestniczą drużyny z krajów europejskich nie biorących udziału w Pucharze Sześciu Narodów oraz z Włoch. Jedną z nich była niemiecka drużyna Heidelberger RK, która miała być pierwszym zespołem z tego kraju uczestniczącą w rozgrywkach klubowych tego poziomu. Jednak klub ten nie został ostatecznie dopuszczony do rozgrywek, ponieważ w rozgrywkach występuje inny klub (Stade Français) należący do tego samego właściciela, co mogłoby mieć wpływ na wyniki rozgrywek. W to miejsce European Professional Club Rugby dopuściło pokonaną przez zespół z Heidelbergu w play-off Continental Shield rumuńską drużynę Timișoara Saracens.
Uczestnicy rozgrywek:
| Premiership | Top 14 | Pro14                                                                      | Continental Shield                                  |
| --- | --- | -------------------------------------------------------------------------- | --------------------------------------------------- |
| Anglia: - Sale Sharks - Northampton Saints - Harlequins - Worcester Warriors - Bristol Bears (awans z RFU Championships) | Francja: - La Rochelle - Pau - Clermont - Bordeaux Bègles - Agen - Stade Français - Perpignan (awans z Pro D2) - Grenoble (awans z Pro D2) | Irlandia: - Connacht Walia: - Dragons - Ospreys Włochy: - Benetton - Zebre | Rosja: - Jenisiej-STM Rumunia: - Timișoara Saracens |

W pierwszej fazie drużyny podzielone były na pięć grup po cztery drużyny. Wszystkie zespoły grały ze sobą dwukrotnie: mecz i rewanż. Awans do fazy pucharowej uzyskali zwycięzcy grup oraz trzy najlepsze drużyny z drugich miejsc. W kolejnej fazie rozgrywki toczyły się w systemie pucharowym (ćwierćfinały, półfinały i finał), a drużyny rozgrywały ze sobą tylko po jednym meczu. W fazie pucharowej drużyny zostały rozdzielone zgodnie z ustalonym na podstawie fazy grupowej rankingiem (od miejsca w rankingu uzależnione było też przyznanie roli gospodarza w ćwierćfinałach i półfinałach).
W fazie grupowej drużyny otrzymywały 4 punkty za zwycięstwo, 2 punkty za remis i 0 punktów w przypadku porażki. Ponadto otrzymywały punkty bonusowe: 1 punkt za zdobycie co najmniej 4 przyłożeń w meczu (niezależnie od wyniku) i 1 punkt za porażkę różnicą najwyżej 7 punktów. W przypadku równej liczby punktów o wyższym miejscu w grupowej tabeli decydował bilans bezpośrednich spotkań (liczba punktów, bilans punktów, liczba przyłożeń), a w przypadku braku rozstrzygnięcia lub braku bezpośrednich spotkań (w play-off) kolejno: bilans punktów, liczba przyłożeń, mniejsza liczba kar indywidualnych (żółtych i czerwonych kartek) i losowanie.

## Faza grupowa
Losowanie grup odbyło się w Muzeum Olimpijskim w Lozannie 20 czerwca 2018. Spotkania pierwszej fazy rozegrano w następujących terminach: 12–14 i 19–21 października 2018, 7–9 i 14–16 grudnia 2018, 11–13 i 18–20 stycznia 2019.
Podział drużyn na grupy:
| Grupa 1                                                        | Grupa 2                                               | Grupa 3                                                | Grupa 4                                              | Grupa 5                                   |
| -------------------------------------------------------------- | ----------------------------------------------------- | ------------------------------------------------------ | ---------------------------------------------------- | ----------------------------------------- |
| - Northampton Saints - Clermont - Dragons - Timișoara Saracens | - Pau - Ospreys - Worcester Warriors - Stade Français | - Sale Sharks - Connacht - Bordeaux Bègles - Perpignan | - La Rochelle - Zebre - Bristol Bears - Jenisiej-STM | - Benetton - Harlequins - Agen - Grenoble |

### Grupa 1
Wyniki spotkań:
|                    | Northampton Saints | Clermont | Dragons | Timișoara Saracens |
| Northampton Saints | –                  | 20:41    | 48:14   | 111:3              |
| Clermont           | 48:40              | –        | 49:24   | 70:12              |
| Dragons            | 21:35              | 7:49     | –       | 59:3               |
| Timișoara Saracens |                    | 14:47    | 17:54   | –                  |

Tabela:
| Pozycja | Drużyna            | Mecze | Wygrane | Remisy | Porażki | Bilans punktów | Bilans przyłożeń | Punkty bonusowe | Punkty razem |
| ------- | ------------------ | ----- | ------- | ------ | ------- | -------------- | ---------------- | --------------- | ------------ |
| 1.      | Clermont           | 6     | 6       | 0      | 0       | 304:117 (+187) | 44:16            | 6               | 30           |
| 2.      | Northampton Saints | 6     | 4       | 0      | 2       | 282:127 (+155) | 42:18            | 5               | 21           |
| 3.      | Dragons            | 6     | 2       | 0      | 4       | 179:201 (-22)  | 26:29            | 2               | 10           |
| 4.      | Timișoara Saracens | 6     | 0       | 0      | 6       | 49:369 (-320)  | 6:55             | 0               | 0            |

### Grupa 2
Wyniki spotkań:
|                    | Pau   | Ospreys | Worcester Warriors | Stade Français |
| Pau                | –     | 26:21   | 21:6               | 21:15          |
| Ospreys            | 27:0  | –       | 18:20              | 51:20          |
| Worcester Warriors | 23:7  | 27:21   | –                  | 36:31          |
| Stade Français     | 35:14 | 12:3    | 27:38              | –              |

Tabela:
| Pozycja | Drużyna            | Mecze | Wygrane | Remisy | Porażki | Bilans punktów | Bilans przyłożeń | Punkty bonusowe | Punkty razem |
| ------- | ------------------ | ----- | ------- | ------ | ------- | -------------- | ---------------- | --------------- | ------------ |
| 1.      | Worcester Warriors | 6     | 5       | 0      | 1       | 150:125 (+25)  | 19:16            | 2               | 22           |
| 2.      | Ospreys            | 6     | 2       | 0      | 4       | 141:105 (+36)  | 18:12            | 5               | 13           |
| 3.      | Pau                | 6     | 3       | 0      | 3       | 89:127 (-38)   | 12:16            | 1               | 13           |
| 4.      | Stade Français     | 6     | 2       | 0      | 4       | 140:163 (-23)  | 16:21            | 4               | 12           |

### Grupa 3
Wyniki spotkań:
|                 | Sale Sharks | Connacht | Bordeaux Bègles | Perpignan |
| Sale Sharks     | –           | 34:13    | 14:17           | 39:10     |
| Connacht        | 20:18       | –        | 22:10           | 22:10     |
| Bordeaux Bègles | 24:50       | 27:33    | –               | 25:25     |
| Perpignan       | 24:41       | 21:36    | 27:34           | –         |

Tabela:
| Pozycja | Drużyna         | Mecze | Wygrane | Remisy | Porażki | Bilans punktów | Bilans przyłożeń | Punkty bonusowe | Punkty razem |
| ------- | --------------- | ----- | ------- | ------ | ------- | -------------- | ---------------- | --------------- | ------------ |
| 1.      | Sale Sharks     | 6     | 4       | 0      | 2       | 196:108 (+88)  | 27:12            | 6               | 22           |
| 2.      | Connacht        | 6     | 5       | 0      | 1       | 146:120 (+26)  | 19:14            | 2               | 22           |
| 3.      | Bordeaux Bègles | 6     | 2       | 1      | 3       | 137:171 (-34)  | 17:23            | 2               | 12           |
| 4.      | Perpignan       | 6     | 0       | 1      | 5       | 117:197 (-80)  | 13:27            | 1               | 3            |

### Grupa 4
Wyniki spotkań:
|               | La Rochelle | Zebre | Bristol Bears | Jenisiej-STM |
| La Rochelle   | –           | 32:12 | 3:13          | 64:26        |
| Zebre         | 10:22       | –     | 20:17         | 58:14        |
| Bristol Bears | 22:35       | 43:22 | –             | 107:19       |
| Jenisiej-STM  | 21:82       | 14:31 | 9:65          | –            |

Tabela:
| Pozycja | Drużyna       | Mecze | Wygrane | Remisy | Porażki | Bilans punktów | Bilans przyłożeń | Punkty bonusowe | Punkty razem |
| ------- | ------------- | ----- | ------- | ------ | ------- | -------------- | ---------------- | --------------- | ------------ |
| 1.      | La Rochelle   | 6     | 5       | 0      | 1       | 238:104 (+134) | 32:15            | 4               | 24           |
| 2.      | Bristol Bears | 6     | 4       | 0      | 2       | 267:108 (+159) | 42:13            | 5               | 21           |
| 3.      | Zebre         | 6     | 3       | 0      | 3       | 153:142 (+11)  | 21:18            | 2               | 14           |
| 4.      | Jenisiej-STM  | 6     | 0       | 0      | 6       | 103:407 (-304) | 14:63            | 1               | 1            |

### Grupa 5
Wyniki spotkań:
|            | Benetton | Harlequins | Agen  | Grenoble |
| Benetton   | –        | 26:21      | 38:24 | 40:14    |
| Harlequins | 20:9     | –          | 54:22 | 38:20    |
| Agen       | 20:19    | 17:33      | –     | 14:10    |
| Grenoble   | 7:39     | 19:13      | 22:15 | –        |

Tabela:
| Pozycja | Drużyna    | Mecze | Wygrane | Remisy | Porażki | Bilans punktów | Bilans przyłożeń | Punkty bonusowe | Punkty razem |
| ------- | ---------- | ----- | ------- | ------ | ------- | -------------- | ---------------- | --------------- | ------------ |
| 1.      | Harlequins | 6     | 4       | 0      | 2       | 179:113 (+66)  | 23:13            | 5               | 21           |
| 2.      | Benetton   | 6     | 4       | 0      | 2       | 171:106 (+65)  | 23:12            | 4               | 20           |
| 3.      | Grenoble   | 6     | 2       | 0      | 4       | 92:159 (-67)   | 11:21            | 1               | 9            |
| 4.      | Agen       | 6     | 2       | 0      | 4       | 112:176 (-64)  | 15:26            | 1               | 9            |

### Ranking drużyn po fazie grupowej
Ranking drużyn po fazie grupowej (w zielonych wierszach drużyny, które zapewniły sobie awans):
| Pozycja | Zwycięzca grupy     | Punkty razem | Bilans punktów | Przyłożenia |
| ------- | ------------------- | ------------ | -------------- | ----------- |
| 1.      | Clermont            | 30           | +187           | 44          |
| 2.      | La Rochelle         | 24           | +134           | 32          |
| 3.      | Sale Sharks         | 22           | +78            | 27          |
| 4.      | Worcester Warriors  | 22           | +25            | 19          |
| 5.      | Harlequins          | 21           | +66            | 23          |
| Pozycja | Druga drużyna grupy | Punkty razem | Bilans punktów | Przyłożenia |
| 6.      | Connacht            | 22           | +26            | 19          |
| 7.      | Bristol Bears       | 21           | +159           | 42          |
| 8.      | Northampton Saints  | 21           | +155           | 42          |
| 9.      | Benetton            | 20           | +65            | 23          |
| 10.     | Ospreys             | 13           | +36            | 18          |

## Faza pucharowa
Spotkania w fazie pucharowej rozegrano w następujących terminach:
- ćwierćfinały – 29–31 marca 2019,
- półfinały – 19–21 kwietnia 2019,
- finał – 10 maja 2019 (rozegrany na stadionie St James’ Park w Newcastle upon Tyne w Anglii)[5].

### Drabinka
|  |              |                    |              |             |    |           |             |           |  |  |       |       |       |
|  | Ćwierćfinały | Ćwierćfinały       | Ćwierćfinały |             |    | Półfinały | Półfinały   | Półfinały |  |  | Finał | Finał | Finał |
|  | Ćwierćfinały | Ćwierćfinały       | Ćwierćfinały |             |    | Półfinały | Półfinały   | Półfinały |  |  | Finał | Finał | Finał |
|  |              |                    |              |             |    |           |             |           |  |  |       |       |       |
|  |              |                    |              |             |    |           |             |           |  |  |       |       |       |
|  | 1            | Clermont           | 61           |             |    |           |             |           |  |  |       |       |       |
|  | 1            | Clermont           | 61           |             |    |           |             |           |  |  |       |       |       |
|  | 8            | Northampton Saints | 38           |             |    |           |             |           |  |  |       |       |       |
|  | 8            | Northampton Saints | 38           |             |    | 1         | Clermont    | 32        |  |  |       |       |       |
|  |              |                    |              |             |    | 1         | Clermont    | 32        |  |  |       |       |       |
|  |              |                    | 5            | Harlequins  | 27 |           |             |           |  |  |       |       |       |
|  | 4            | Worcester Warriors | 5            | Harlequins  | 27 | 16        |             |           |  |  |       |       |       |
|  | 4            | Worcester Warriors |              |             |    |           |             |           |  |  |       |       |       |
|  | 5            | Harlequins         | 18           |             |    |           |             |           |  |  |       |       |       |
|  | 5            | Harlequins         | 18           |             |    | 1         | Clermont    | 36        |  |  |       |       |       |
|  |              |                    |              |             |    |           |             |           |  |  |       |       |       |
|  |              |                    | 2            | La Rochelle | 16 |           |             |           |  |  |       |       |       |
|  | 2            | La Rochelle        | 2            | La Rochelle | 16 | 39        |             |           |  |  |       |       |       |
|  | 2            | La Rochelle        |              |             |    |           |             |           |  |  |       |       |       |
|  | 7            | Bristol Bears      | 15           |             |    |           |             |           |  |  |       |       |       |
|  | 7            | Bristol Bears      | 15           |             |    | 2         | La Rochelle | 24        |  |  |       |       |       |
|  |              |                    |              |             |    | 2         | La Rochelle | 24        |  |  |       |       |       |
|  |              |                    | 3            | Sale Sharks | 20 |           |             |           |  |  |       |       |       |
|  | 3            | Sale Sharks        | 3            | Sale Sharks | 20 | 20        |             |           |  |  |       |       |       |
|  | 3            | Sale Sharks        |              |             |    |           |             |           |  |  |       |       |       |
|  | 6            | Connacht           | 10           |             |    |           |             |           |  |  |       |       |       |
|  | 6            | Connacht           | 10           |             |    |           |             |           |  |  |       |       |       |

### Ćwierćfinały
| 29 marca 2019 | Sale Sharks                                                                                           | 20:10(20:3) | Connacht                                                              | AJ Bell Stadium, Eccles Widzów: 4649 Sędzia: Mathieu Raynal |
| 29 marca 2019 | Przyłożenia: McGuigan 9', Solomona 14' Podwyższenia: MacGinty 10', 16' Rzuty karne: MacGinty 28', 33' | 20:10(20:3) | Przyłożenie: Godwin 67' Podwyższenie: Leader 68' Rzut karny: Carty 7' | AJ Bell Stadium, Eccles Widzów: 4649 Sędzia: Mathieu Raynal |
| 29 marca 2019 | Phillips 59' · Langdon 79'                                                                            | 20:10(20:3) |                                                                       | AJ Bell Stadium, Eccles Widzów: 4649 Sędzia: Mathieu Raynal |

| 30 marca 2019 | Worcester Warriors                                         | 16:18(5:8) | Harlequins                                                                                              | Sixways Stadium, Worcester Widzów: 6349 Sędzia: Alexandre Ruiz |
| 30 marca 2019 | Przyłożenia: Heem 23', Howe 46' Rzuty karne: Weir 60', 74' | 16:18(5:8) | Przyłożenia: Murley 16', Tapuai 67' Podwyższenie: Catrakilis 69' Rzuty karne: Smith 36', Catrakilis 75' | Sixways Stadium, Worcester Widzów: 6349 Sędzia: Alexandre Ruiz |

| 31 marca 2019 | La Rochelle | 39:15(29:10) | Bristol Bears                                                                          | Stade Marcel-Deflandre, La Rochelle Widzów: 15 000 Sędzia: John Lacey |
| 31 marca 2019 | Przyłożenia: Alldritt 12', karne przyłożenie 20', Doumayrou 26', Liebenberg 40', Rattez 71' Podwyższenia: West 13', 27', Lamb 72' Rzuty karne: West 7', 52' | 39:15(29:10) | Przyłożenia: Luatua 35', O’Conor 79' Podwyższenie: Madigan 36' Rzut karny: Madigan 17' | Stade Marcel-Deflandre, La Rochelle Widzów: 15 000 Sędzia: John Lacey |

| 31 marca 2019 | Clermont | 61:38(22:3) | Northampton Saints | Parc des Sports Marcel Michelin, Clermont-Ferrand Widzów: 15 399 Sędzia: George Clancy |
| 31 marca 2019 | Przyłożenia: Betham 19', 48', 76', Penaud 25', 57', 75', karne przyłożenie 27', Nanai-Williams 71' Podwyższenia: Parra 26', Laidlaw 58', 72', 76', 77' Rzuty karne: Parra 1', 43', Laidlaw 69' | 61:38(22:3) | Przyłożenia: Tuala 55', Burrell 61', Mitchell 63', Hutchinson 65', Moon 78' Podwyższenia: Hutchinson 56', 61', 63', 66', 79' Rzut karny: Biggar 9' | Parc des Sports Marcel Michelin, Clermont-Ferrand Widzów: 15 399 Sędzia: George Clancy |
| 31 marca 2019 | Naiyaravoro 28' | 61:38(22:3) | | Parc des Sports Marcel Michelin, Clermont-Ferrand Widzów: 15 399 Sędzia: George Clancy |

### Półfinały
| 20 kwietnia 2019 | La Rochelle | 24:20(17:17) | Sale Sharks                                                                                              | Stade Marcel-Deflandre, La Rochelle Widzów: 16 000 Sędzia: Nigel Owens |
| 20 kwietnia 2019 | Przyłożenia: Murimurivalu 25', Alldritt 50', karne przyłożenie 23' Podwyższenia: West 27', 52' Rzut karny: West 16' | 24:20(17:17) | Przyłożenia: Ashton 33', karne przyłożenie 13' Podwyższenie: MacGinty 34' Rzuty karne: MacGinty 20', 68' | Stade Marcel-Deflandre, La Rochelle Widzów: 16 000 Sędzia: Nigel Owens |
| 20 kwietnia 2019 | Vito 13' · Favre 80'+1                                                                                              | 24:20(17:17) | Solomona 23'                                                                                             | Stade Marcel-Deflandre, La Rochelle Widzów: 16 000 Sędzia: Nigel Owens |

| 20 kwietnia 2019 | Clermont | 32:27(26:8) | Harlequins | Parc des Sports Marcel Michelin, Clermont-Ferrand Widzów: 17 923 Sędzia: John Lacey |
| 20 kwietnia 2019 | Przyłożenia: Lee 31', Penaud 35' Podwyższenia: Parra 33', 36' Dropgole: Lopez 9', 25' Rzuty karne: Parra 28', 40'+3, 47', 54' | 32:27(26:8) | Przyłożenia: Brown 38', Robshaw 57', Lang 65', Dombrandt 79' Podwyższenia: Smith 58', 66' Rzut karny: Smith 12' | Parc des Sports Marcel Michelin, Clermont-Ferrand Widzów: 17 923 Sędzia: John Lacey |

### Finał
| 10 maja 2019 | Clermont | 36:16(13:6) | La Rochelle                                                                    | St James’ Park, Newcastle upon Tyne Widzów: 28 438 Sędzia: Wayne Barnes |
| 10 maja 2019 | Przyłożenia: Penaud 29', Lee 58', Fofana 70' Podwyższenia: Laidlaw 30', 60', 71' Rzuty karne: Parra 12', Laidlaw 22', 51', 56', 79' | 36:16(13:6) | Przyłożenie: Atonio 64' Podwyższenie: West 64' Rzuty karne: West 24', 34', 47' | St James’ Park, Newcastle upon Tyne Widzów: 28 438 Sędzia: Wayne Barnes |
| 10 maja 2019 | Raka 75' | 36:16(13:6) |                                                                                | St James’ Park, Newcastle upon Tyne Widzów: 28 438 Sędzia: Wayne Barnes |

## Statystyki turnieju
Najwięcej punktów w rozgrywkach – 64 – zdobył Ihaia West z La Rochelle, o 5 punktów mniej od niego uzyskali dwaj gracze: Marcus Smith z Harlequins i Carlo Canna z Zebre. Najwięcej przyłożeń w rozgrywkach (10) zdobył Peter Betham z Clermont.